# Søren Byder
Søren Byder (* 20. Juli 1972) ist ein dänischer Schauspieler.

## Leben
Søren Byder war seit Mitte der 1990er Jahre schauspielerisch tätig. 1996 war er als Mikkel im Drama Bella, min Bella zu sehen. Er besuchte später die Statens Teaterskole, wo er im Jahr 1999 seinen Abschluss erlangte. Danach folgten zahlreiche Rollen in Theateraufführungen, Filmen und Fernsehproduktionen. Von 2000 bis 2002 übernahm er in der Fernsehserie Hotellet die Rolle des Jimmy Larsen. Er war auch in internationalen Produktionen wie dem Fernsehfilm May 33rd oder der Serie Foyle’s War zu sehen. Seit dem Jahr 2004 war Byder fest beim Ensemble des Aarhus Teaters angestellt und übernahm Rollen in Stücken wie Harun og eventyrhavet, Woyzeck und Gregersen Sagaen.
Byder war ab dem Jahr 2003 mit der Schauspielerin Anne Sofie Espersen verheiratet. Aus der 2008 geschiedenen Ehe gingen drei Kinder hervor, darunter der ebenfalls schauspielerisch tätige Sylvester Byder.
Nach der Trennung von Espersen kündigte Byder seine Stelle beim Aarhus Teater und war zwei Jahre als Gerüstbauer tätigt. Später gründete er mit Jakob Aagaard das Beratungsunternehmen Walk to Explore. Aus seiner später geschlossenen Beziehung zu Johanne Hansen gingen drei Söhne hervor.
2021 veröffentlichte er den autobiografisch geprägten Roman Kriger.

## Filmografie (Auswahl)
- 1996: Bella, min Bella
- 1996: Backstabbed – Spiel der Angst (Mørkeleg)
- 1998: Fyrtårnet (Fernsehfilm)
- 2000–2002: Hotellet (Fernsehserie, 60 Episoden)
- 2003: Alt, neu, geliehen & blau (Se til venstre, der er en svensker)
- 2003: Nikolaj og Julie (Fernsehserie, 6 Episoden)
- 2004: May 33rd (Fernsehfilm)
- 2004: Det modsatte køn (Fernsehserie, 13 Episoden)
- 2007: Foyle’s War (Fernsehserie, 1 Episode)
- 2009: 1066 (Miniserie, 2 Episoden)
- 2010: Afslag på et kys (Kurzfilm)

## Schrift
- Kriger. Brændpunkt, 2021, ISBN 978-87-94083-84-3.